# 溝上享
溝上 享（みぞがみ とおる、1975年3月26日 - ）は、日本の俳優。大阪府堺市出身。アクターズエージェンシー所属。元劇団東俳所属。元ヒラタオフィス所属。
阪急ドラマシリーズを中心に関西方面で活躍をみせる。
CMやドラマに多数出演をしていたが主に関西ローカルが多かったため、全国的には無名な存在である。
出演作品は学生役が非常に多く、昼ドラマのレギュラーだった健役は一番の当たり役だった。

## 主な出演
- べにすずめたちの週末
- ワタナベ
- 部長刑事
- タイガーランチジャーCM
- ツーカーホン（AU)CM
- その他

| スタブアイコン | サブスタブ | この項目は、まだ閲覧者の調べものの参照としては役立たない、俳優（男優・女優）に関連した書きかけの項目です。この項目を加筆・訂正などしてくださる協力者を求めています（P:映画/PJ芸能人）。 |